# Chrysotus longimanus
Chrysotus longimanus är en tvåvingeart som beskrevs av Friedrich Hermann Loew 1861. Chrysotus longimanus ingår i släktet Chrysotus och familjen styltflugor. Inga underarter finns listade i Catalogue of Life.